# Darija Sergaeva
Darija Pavlovna Sergaeva (in russo Дария Павловна Сергаева?; Nižnij Novgorod, 11 dicembre 2004) è una ginnasta russa.

## Biografia
Daria nasce a Nižnij Novgorod nel dicembre 2004. Sua madre è Tat'jana Sergaeva, un'allenatrice della Nazionale russa.

## Carriera

### Junior
Nel 2017 arriva terza ai Nazionali Russi a pari merito con Anna Sokolova. Al Grand Prix di Marbella arriva quinta nell'all-around e seconda nella gara a team. Alla Tart Cup di Brno arriva quarta nell'all-around e prima nella finale alla palla. Alla gara "Speranze della Russia" arriva seconda dietro a Dar'ja Trubnikova e davanti a Polina Šmatko e Lala Kramarenko. Ai giochi russo-cinesi arriva seconda dietro a Lala Kramarenko e terza alla palla.
Nel 2018 arriva seconda ai Nazionali Russi dietro a Lala Kramarenko e davanti a Dar'ja Trubnikova. Al Grand Prix di Mosca arriva prima nella gara a team. Alla Sofia Cup di Sofia arriva prima nella gara a team, quinta alla palla e ottava alle clavette.
Nel 2019 arriva seconda ai Nazionali Russi dietro a Lala Kramarenko. Ai Campionati mondiali juniores di ginnastica ritmica 2019 di Mosca vince l'oro nella gara a team con la squadra junior, Anastasija Simakova e Lala Kramarenko, e al nastro.
Nel 2022 la ginnastica Motto di Viareggio la tessera per partecipare al campionato di A1 di ginnastica ritmica, allenata da Donatella Lazzeri.

## Palmarès

### Mondiali juniores
| Anno | Città | Risultato | specialità |
| ---- | ----- | --------- | ---------- |
| 2019 | Mosca | Oro       | Nastro     |
| 2019 | Mosca | Oro       | Team       |